# پراماجیوره
پراماجیوره (به ایتالیایی: Pramaggiore) یک کومونه در ایتالیا است که در استان ونیز واقع شده‌است.

## خصوصیات
پراماجیوره ۲۴ کیلومترمربع مساحت و ۴٬۶۷۰ نفر جمعیت دارد.